# Ийгър
Ийгър (на английски: Eagar) е град в окръг Апачи, щата Аризона, САЩ. Ийгър е с население от 4424 жители (2007) и обща площ от 29,3 km². Намира се на 2158 m надморска височина. ЗИП кодът му е 85925, а телефонният му код е 928.